# Мугреевский Бор
Мугреевский Бор — посёлок в Пестяковском районе Ивановской области, входит в состав Неверово-Слободского сельского поселения.
Строился в 1950-е годы Сормовским стройуправлением как посёлок рабочих и служащих торфопредприятия «Вязниковское».  8 февраля 1957 г. Исполнительный комитет Ивановского облсовета, в ответ на ходатайство строителей, принял решение передать поселок в административное подчинение Фролищенскому сельскому Совету Володарского района Горьковской области в связи с его удаленностью и отсутствием удобных для жителей путей сообщения с райцентром.
До 2008 года административно входил в состав городского поселения рабочий поселок Фролищи Володарского района Нижегородской области. В начале 2008 года административно переподчинен Пестяковскому району Ивановской области.
В советские годы в п. Мугреевский Бор действовал лесозаготовительный участок, строчевышивальное производство (ручная и машинная вышивка), располагалась станция Лух узкоколейной ж.д. на линии Талицы — Балахна, обслуживавшей торфозаготовительные предприятия. Функционировал фельдшерский пункт, столовая. Остальные социально-бытовые вопросы решались в поселке Фролищи, расположенном 3 километрами южнее.

## Население
В настоящее время постоянных жителей в п. Мугреевский Бор практически не осталось.
| 2002 | 2010 |
| ---- | ---- |
| 90   | ↘25  |